# Корвин, Вавжинец
Вавжинец Корвин (пол. Wawrzyniec Korwin; лат. Laurentius Corvinus; между 1460 и 1470, Сьрода-Слёнска—1527, Вроцлав) — польский писатель XVI века, прозванный Novoforensis (то есть из г. Нового Торга).
Сторонник Реформации, в своё время известный поэт, воспевший краковский край, Польшу и её королей. Ему принадлежат: «Carminum structura» (Краков, 1496; Кёльн, 1508); «Hortulus elegantiarum» (Краков, 1502; из него «Ode Saphica de Polonia etc.» была перепечатана 16 раз в разных городах Европы); «Latinum Idioma» (Краков, 1506, 14 изд.); «Epicedium in Alexandrum Poloniae etc.» (Краков, 1506); «Epithalamium in nuptus Sigismundi I» (Краков, 1518); «Cosmographia etc.» (без обозначения года; вероятно, Базель, 1496). В книге А. Былиньского: «Defensorium ecclesiae adversus Laurent. Corvinum Lutheranae haereseos sectatorem editum» (Краков, 1539) помещена переписка между Былиньским и Корвином за 1525—1527.
Окончил Ягеллонский университет со степенью магистра и некоторое время преподавал там астрономию, философию, географию и другие науки. Впоследствии возглавил школу во Вроцлаве. В это время он написал большинство вышеперечисленных трудов, а также пособие по версификации и поэтическое изложение гелиоцентрической теории.
Корвин вращался в кругу восточноевропейских интеллектуалов эпохи Ренессанса: был знаком с К. Цельтисом и Н. Коперником. Бывал он и при дворе покровителя искусств Сигизмунда I.